# باتريك ريدموند
باتريك ريدموند (بالإنجليزية: Patrick Redmond)‏ هو مؤلف وكاتب بريطاني، ولد في 1966 في إسكس في المملكة المتحدة.